# Śmigiel
Śmigiel é um município da Polônia, na voivodia da Grande Polônia e no condado de Kościan. Estende-se por uma área de 5,3 km², com 5 675 habitantes, segundo os censos de 2016, com uma densidade de 1 070,8 hab/km².